# Viña Seña
Viña Seña es una viña y bodega, fundada en 1995 por el chileno Eduardo Chadwick, dueño de Viña Errázuriz, y el estadounidense Robert Mondavi, en la localidad de Rabuco, comuna de Hijuelas, valle del Aconcagua, Chile. Destaca por ser una de las primeras bodegas de Chile en obtener puntajes perfectos de sus vinos en pruebas internacionales, según la calificación otorgada por James Suckling, considerado uno de los más importantes críticos de vino del mundo. La viña cuenta con 42 hectáreas de vid cultivadas, y sumaba ventas por 5000 cajones de vino en 2015 (45 000 litros de vino por año), con exportaciones a China, entre otros mercados. La viña se ha especializado en variedades de uva estilo bordelés, fundamentalmente de Cabernet Sauvignon, Merlot, Cabernet Franc y Petit Verdot, que se suman a la tradicional variedad en Chile, Carmenère.  Desde 2005 es considerada una compañía partícipe de la agricultura ecológica, a través del método biodinámico.

## Arquitectura
La viña cuenta con un mirador a la quebrada de Las Pataguas, en dirección hacia su confluencia con el estero Rabuco, y el valle de Aconcagua. Su diseño fue llevado a cabo por Germán del Sol, Premio Nacional de Arquitectura en 2006. Esta obra recibió una mención por parte de la revista especializada Plataforma Arquitectura. En ella, el autor sugiere como principal inspiración de la misma a la arquitectura prehispánica, fundamentalmente de pucarás, como así también de estructuras y templos de la arquitectura mesoamericana.

## Premios y reconocimientos
Internacionales:
- 100 puntos, para el blend Seña cosecha de 2015, en 2017, según el ranking realizado por el crítico internacional James Suckling:[2]
  - Composición: 57 % Cabernet Sauvignon, 21 % Carmenère, 12 % Malbec, 7 % Petit Verdot y 3 % Cabernet Franc.
- 100 puntos, para el blend Seña cosecha de 2018, en 2019, según el ranking realizado por el crítico internacional James Suckling:[2]
  - Composición: 55 % Cabernet Sauvignon, 18 % Malbec, 15 % Carmenère, 7 % Cabernet Franc y 5 % Petit Verdot.